# 포항시의 국회의원

## 행정구역 변천
- 1945년 8월 15일 경상북도 영일군
- 1949년 8월 14일 영일군 포항읍이 포항부로 승격
- 1949년 8월 15일 포항부가 포항시로 개칭
- 1956년 7월 8일 영일군 흥해면·곡강면이 의창면으로 합면
- 1957년 10월 29일 영일군 달전면을 폐지하여 의창면·연일면에 분리,편입
- 1983년 2월 15일 영일군 의창읍이 흥해읍으로 개칭
- 1986년 4월 1일 영일군 구룡포읍이 대보면으로, 기계면이 기북면으로 분면
- 1995년 1월 1일 포항시와 영일군이 통합하여 '포항시' 설치, 구제 실시로 북구·남구 설치

## 포항시의 역대 국회의원
| 대수         | 이름           | 소속정당   | 임기                               | 선거구역                                                                    |
| ------------ | -------------- | ---------- | ---------------------------------- | --------------------------------------------------------------------------- |
| 제헌         | 박순석(朴順碩) | 무소속     | 1948년 5월 31일 - 1950년 5월 30일  | 영일군 갑: 포항읍, 달전면, 흥해면, 곡강면, 신광면, 기계면, 죽장면           |
| 제헌         | 김익노(金益魯) | 무소속     | 1948년 5월 31일 - 1950년 5월 30일  | 영일군 을: 구룡포면, 청하면, 송라면, 연일면, 대송면, 오천면, 동해면, 지행면 |
| 제2대        | 김판석(金判錫) | 대한청년당 | 1950년 5월 31일 - 1954년 5월 30일  | 포항시 일원                                                                 |
| 제2대        | 최원수(崔遠壽) | 무소속     | 1950년 5월 31일 - 1954년 5월 30일  | 영일군 갑: 흥해면, 신광면, 곡강면, 청하면, 송라면, 죽장면                   |
| 제2대        | 김익노(金益魯) | 무소속     | 1950년 5월 31일 - 1954년 5월 30일  | 영일군 을: 구룡포읍, 달전면, 연일면, 대송면, 조천면, 동해면, 지행면         |
| 제3대        | 하태환(河泰煥) | 무소속     | 1954년 5월 31일 - 1958년 5월 30일  | 포항시 일원                                                                 |
| 제3대        | 박순석(朴純碩) | 자유당     | 1954년 5월 31일 - 1958년 5월 30일  | 영일군 갑: 흥해면, 신광면, 곡강면, 청하면, 송라면, 죽장면                   |
| 제3대        | 김익노(金益魯) | 자유당     | 1954년 5월 31일 - 1958년 5월 30일  | 영일군 을: 구룡포읍, 달전면, 연일면, 대송면, 조천면, 동해면, 지행면         |
| 제4대        | 하태환(河泰煥) | 자유당     | 1958년 5월 31일 - 1960년 7월 28일  | 포항시 일원                                                                 |
| 제4대        | 박순석(朴純碩) | 자유당     | 1958년 5월 31일 - 1960년 7월 28일  | 영일군 갑: 의창면, 신광면, 청하면, 송라면, 죽장면, 기계면                   |
| 제4대        | 김익노(金益魯) | 자유당     | 당선 무효                          | 영일군 을: 구룡포읍, 연일면, 대송면, 조천면, 동해면, 지행면                 |
| 제4대        | 김장섭(金長涉) | 자유당     | 1960년 1월 24일 - 1960년 6월 27일  | 영일군 을: 구룡포읍, 연일면, 대송면, 조천면, 동해면, 지행면                 |
| 제5대 민의원 | 이상면(李相冕) | 민주당     | 1960년 7월 29일 - 1961년 5월 16일  | 포항시 일원                                                                 |
| 제5대 민의원 | 최태능(崔泰能) | 민주당     | 1960년 7월 29일 - 1961년 5월 16일  | 영일군 갑: 의창면, 신광면, 청하면, 송라면, 죽장면, 기계면                   |
| 제5대 민의원 | 최해용(崔海鎔) | 민주당     | 1960년 7월 29일 - 1961년 5월 16일  | 영일군 을: 구룡포읍, 연일면, 대송면, 조천면, 동해면, 지행면                 |
| 제6대        | 김장섭(金長涉) | 민주공화당 | 1963년 12월 17일 - 1967년 6월 30일 | 포항시·영일군·울릉군 일원                                                   |
| 제7대        | 김장섭(金長涉) | 민주공화당 | 1967년 7월 1일 - 1971년 6월 30일   | 포항시·영일군·울릉군 일원                                                   |
| 제8대        | 김병윤(金柄潤) | 민주공화당 | 1971년 7월 1일 - 1972년 10월 17일  | 포항시·울릉군 일원                                                          |
| 제8대        | 정무식(鄭茂植) | 민주공화당 | 1971년 7월 1일 - 1972년 10월 17일  | 영일군 일원                                                                 |
| 제9대        | 정무식(鄭茂植) | 민주공화당 | 1973년 3월 12일 - 1979년 3월 11일  | 포항시·영일군·울릉군·영천군 일원                                            |
| 제9대        | 권오태(權五台) | 무소속     | 1973년 3월 12일 - 1979년 3월 11일  | 포항시·영일군·울릉군·영천군 일원                                            |
| 제10대       | 권오태(權五台) | 무소속     | 1979년 3월 12일 - 1980년 10월 27일 | 포항시·영일군·울릉군·영천군 일원                                            |
| 제10대       | 조규창(曺圭昌) | 신민당     | 1979년 3월 12일 - 1980년 10월 27일 | 포항시·영일군·울릉군·영천군 일원                                            |
| 제11대       | 이진우(李珍雨) | 민주정의당 | 1981년 4월 11일 - 1985년 4월 10일  | 포항시·영일군·울릉군 일원                                                   |
| 제11대       | 이성수(李聖秀) | 한국국민당 | 1981년 4월 11일 - 1985년 4월 10일  | 포항시·영일군·울릉군 일원                                                   |
| 제12대       | 박경석(朴敬錫) | 민주정의당 | 1985년 4월 11일 - 1988년 5월 29일  | 포항시·영일군·울릉군 일원                                                   |
| 제12대       | 서종열(徐鍾烈) | 민주한국당 | 1985년 4월 11일 - 1988년 5월 29일  | 포항시·영일군·울릉군 일원                                                   |
| 제13대       | 이진우(李珍雨) | 민주정의당 | 1988년 5월 30일 - 1992년 5월 29일  | 포항시 일원                                                                 |
| 제13대       | 이상득(李相得) | 민주정의당 | 1988년 5월 30일 - 1992년 5월 29일  | 영일군·울릉군 일원                                                          |
| 제14대       | 허화평(許和平) | 무소속     | 1992년 5월 30일 - 1996년 5월 29일  | 포항시 일원                                                                 |
| 제14대       | 이상득(李相得) | 민주자유당 | 1992년 5월 30일 - 1996년 5월 29일  | 영일군·울릉군 일원                                                          |

## 같이 보기
- 포항시 북구의 국회의원
- 포항시 남구의 국회의원
- 영일군의 국회의원
- 울릉군의 국회의원
- 포항시 (1988년 선거구)
- 영일군·울릉군